# Changyuraptor
Changyuraptor – rodzaj teropoda z rodziny dromeozaurów. Żył we wczesnej kredzie. Gatunkiem typowym rodzaju jest Changyuraptor yangi. Był drapieżnym dinozaurem z piórami na wszystkich czterech kończynach; prawdopodobnie był zdolny do lotu ślizgowego. Skamieniałości dinozaura odkryto w osadach grupy Jehol w chińskiej prowincji Rehe.
W momencie jego odkrycia był to największy znany dinozaur o czterech skrzydłach, jak również największy teropod o piórach konturowych na tylnych kończynach. Ponadto pióra ogonowe mierzą 30 cm długości, dzięki czemu są to najdłuższe znane pióra należące do nieptasiego dinozaura.
Analiza filogenetyczna przeprowadzona przez Hana i współpracowników (2014) wskazuje, że Changyuraptor jest przedstawicielem kladu Microraptorinae wewnątrz grupy dromeozaurów. Mierząc ponad 1 m długości, jest jednym z największych znanych przedstawicieli Microraptorinae.